# Music Story
 (juillet 2020).
Music Story est une société spécialisée dans le traitement des métadonnées de musique. Elle propose aux professionnels des services de curation, d’agrégation et de hiérarchisation éditoriale des données.

## Historique
La Société a été lancée en 2008 par Jean-Luc Biaulet et Loïc Picaud. D'abord connue comme encyclopédie musicale en ligne inspirée de Allmusic, elle a ensuite développé des services d'enrichissement éditorial des plates-formes de musique numérique (biographie d'artiste), puis de traitement et de qualification des métadonnées. 
En 2013 Music Story a lancé une API permettant le développement d'applications intégrant des services de recherche de musique numérique, d'accès à des contenus tiers (intégration de streams audio ou vidéo, photos, paroles de chanson) ou de recommandation.
En 2015, la société effectue une levée de fonds de 600 k€ pour soutenir son développement international.